# Merionoeda calcarata
Merionoeda calcarata là một loài bọ cánh cứng trong họ Cerambycidae.